# 吉恩·戴奇
尤金·梅里尔·迪奇（英語：Eugene Merril Deitch，1924年8月8日—2020年4月16日），美籍捷克裔插画家、动画师、漫画作者、电影导演。著名作品包括《大力水手》和《猫和老鼠》等。

## 生平
1924年出生于芝加哥的一个捷克裔家庭，1929年搬家至加州，1942年毕业于洛杉矶高中，之后加入北美航空担任画师。1958年创立自己的公司，1959年将公司搬迁至捷克斯洛伐克布拉格，原本只想短暂停留，但碰见未来的妻子后决定定居布拉格。2020年4月16日在布拉格去世，享耆壽95岁。

## 延伸阅读
- Kevin Scott Collier. The Amazing Transformations of Tom Terrific. CreateSpace Independent Publishing Platform, 2017. ISBN 1974583899